# 王葑
王葑（？—？），字德孚，浙江處州府麗水縣人，民籍，明朝政治人物。

## 生平
嘉靖三十七年（1558年）戊午科浙江鄉試第八十五名舉人。嘉靖三十八年（1559年）中式己未科會試第一百二十八名，二甲第五十七名進士。

## 家族
曾祖王福；祖父王瀴；父王琴，母羅氏。具慶下。兄王菃。